# Andover (Connecticut)
Andover è un comune di 3.209 abitanti degli Stati Uniti d'America, situato nella Contea di Tolland nello Stato del Connecticut.